# Souhvězdí Ještěrky
Ještěrka (latinsky Lacerta) je souhvězdí severní oblohy. Souhvězdí bylo zavedeno roku 1687 gdaňským astronomem Johannesem Heveliusem.

## Popis souhvězdí

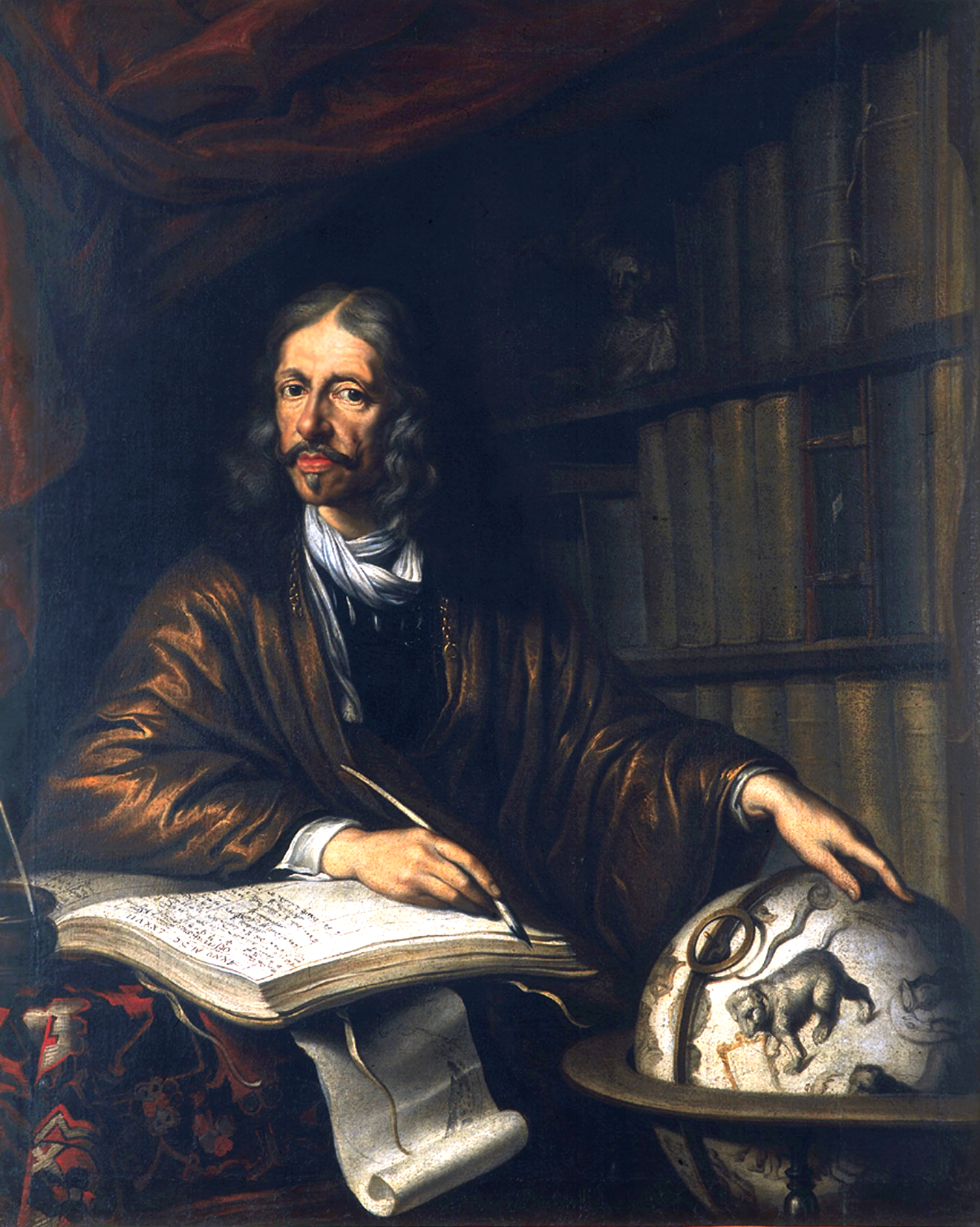
Johannes Hevelius 1611-1687

Ještěrka je nevýrazné souhvězdí severní oblohy. Skládá se z řetězu nevýrazných hvězd, z nichž jen jedna je jasnější 4. hvězdné velikosti.
Souhvězdí Ještěrky se nachází mezi souhvězdími Kasiopeji a Labutě.
Přes severní část souhvězdí prochází Mléčná dráha.

## Objekty v souhvězdí
V roce 1929 objevil Cuno Hoffmeister v souhvězdí Ještěrky objekt, jehož jasnost se měnila bez jakékoliv periodicity. Objekt byl považován za proměnnou hvězdu, a byl pojmenován podle běžné nomenklatury BL Lacertae. Teprve později bylo zjištěno, že se jedná o aktivní galaktické jádro. BL Lacertae byl první objevený blazar a dal jméno skupině objektů.

### Hvězdy
| B | F  | Jiné označení | m     | Ly   | Spektrální třída |
| - | -- | ------------- | ----- | ---- | ---------------- |
| α | 7  |               | 3,77m | 100  | A2 V             |
|   | 1  |               | 4,13m | 300  | K3 II            |
|   | 5  |               | 4,36m | 800  | M0 III           |
| β | 3  |               | 4,43m | 150  | G9 III           |
|   | 11 |               | 4,46m |      |                  |
|   |    | ADS 15758     | 4,49m |      |                  |
|   | 6  |               | 4,51m |      |                  |
|   | 2  |               | 4,55m | 400  | B6V              |
|   | 4  |               | 4,55m | 5000 | B9Ia             |
|   | 9  |               | 4,63m |      |                  |
|   | 10 |               | 4,88m |      |                  |
|   | 15 |               | 4,95m |      |                  |
|   | 13 |               | 5,08m |      |                  |
|   | 12 |               | 5,25m |      |                  |
|   | 16 |               | 5,59m |      |                  |
|   | 8  |               | 5,73m | 2000 | B2 + B2          |
|   | 13 |               | 5,92m |      |                  |

α Lacertae, nejjasnější hvězda v souhvězdí Ještěrky je 100 světelných let vzdálená, bíle zářící hvězda spektrální třídy A2 V.

### Dvojhvězdy
| Systém | m         | vzdálenost |
| ------ | --------- | ---------- |
| 8      | 5,7 /6,5m | 22,4"      |

8 Lacertae je dvojhvězda ve vzdálenosti 2000 světelných let. Obě velice svítivé hvězdy patří ke spektrální třídě B2. Jsou pozorovatelné již malým dalekohledem.

### MessierovyaNGCobjekty
| Messier (M) | NGC      | Jiné označení | m     | Typ                 | Jméno |
| ----------- | -------- | ------------- | ----- | ------------------- | ----- |
|             | NGC 7209 |               | 9,5m  | otevřená hvězdokupa |       |
|             | NGC 7243 |               | 6,4m  | otevřená hvězdokupa |       |
|             | NGC 7245 |               | 7,5m  | otevřená hvězdokupa |       |
|             |          | BL Lacertae   | 14,5m | Blazar              |       |

V souhvězdí Ještěrky se nachází tři otevřené hvězdokupy, ve kterých se již středně velkým dalekohledem dají rozlišit jednotlivé hvězdy.
Galaxie BL Lacertae je s jasností 14,5m pozorovatelná jen velkými dalekohledy.